# Schlütersteg
Der Schlütersteg war eine Fußgängerbrücke über die Spree in direkter südwestlicher Nachbarschaft zum Bahnhof Friedrichstraße im Berliner Ortsteil Mitte. Er verband den Schiffbauerdamm am Nordufer mit der Neustädtischen Kirchstraße am Südufer. Die Brücke wurde nach einem Entwurf von Otto Stahn im Jahr 1890 fertiggestellt und nach dem Bildhauer und Architekten Andreas Schlüter benannt. Anlass zum Bau der Brücke war die am 3. Mai 1886 eröffnete Markthalle IV an der Dorotheenstraße, die neben den Bewohnern der Dorotheenstadt auch diejenigen der Friedrich-Wilhelm-Stadt mit Lebensmitteln versorgte. Die neue Brücke ersparte den Markthallenbesuchern aus der Friedrich-Wilhelm-Stadt den Umweg über die Weidendammer Brücke oder die Marschallbrücke.

## Baugeschichte und Konstruktion

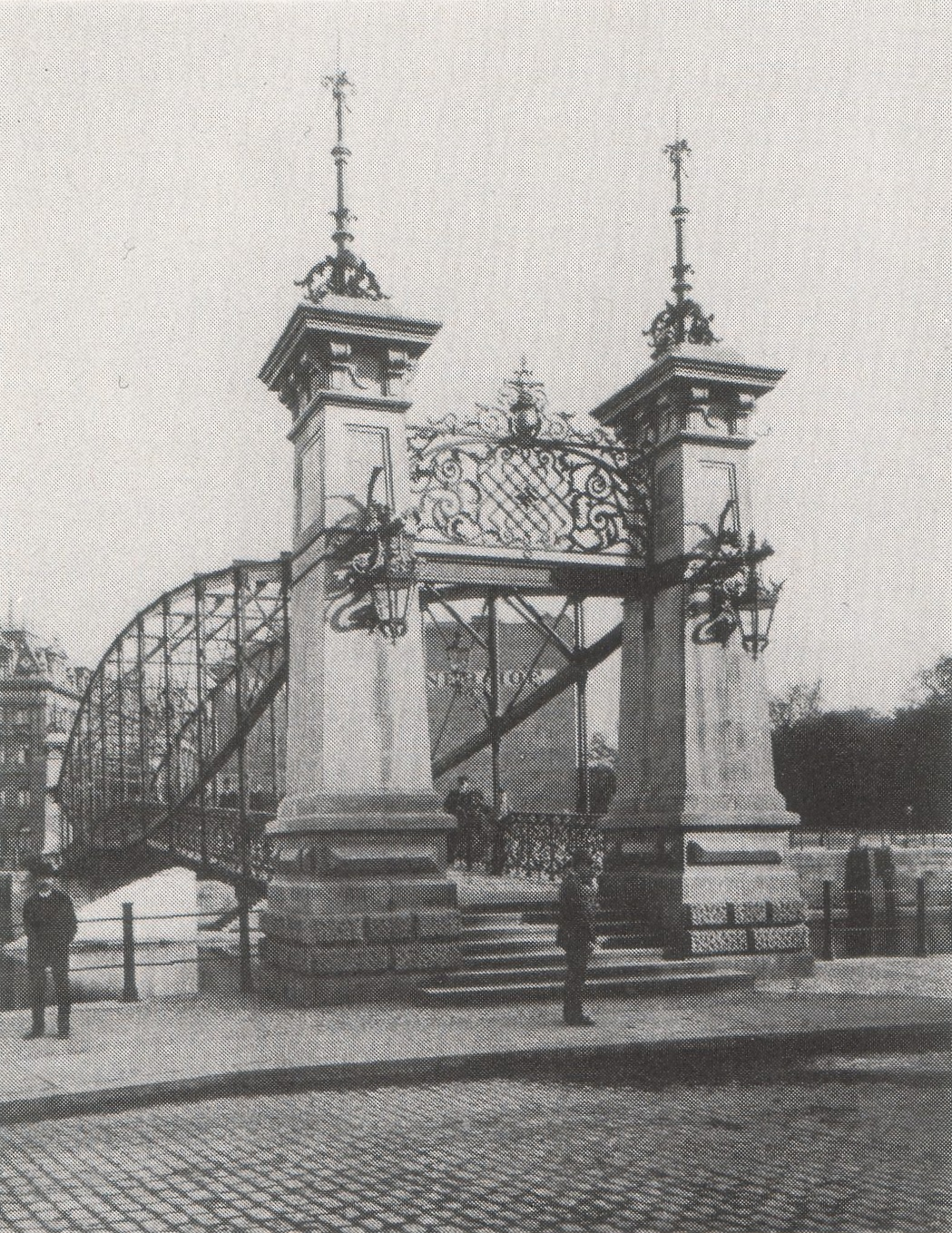
Nördliches Pfeilerpaar, 1891

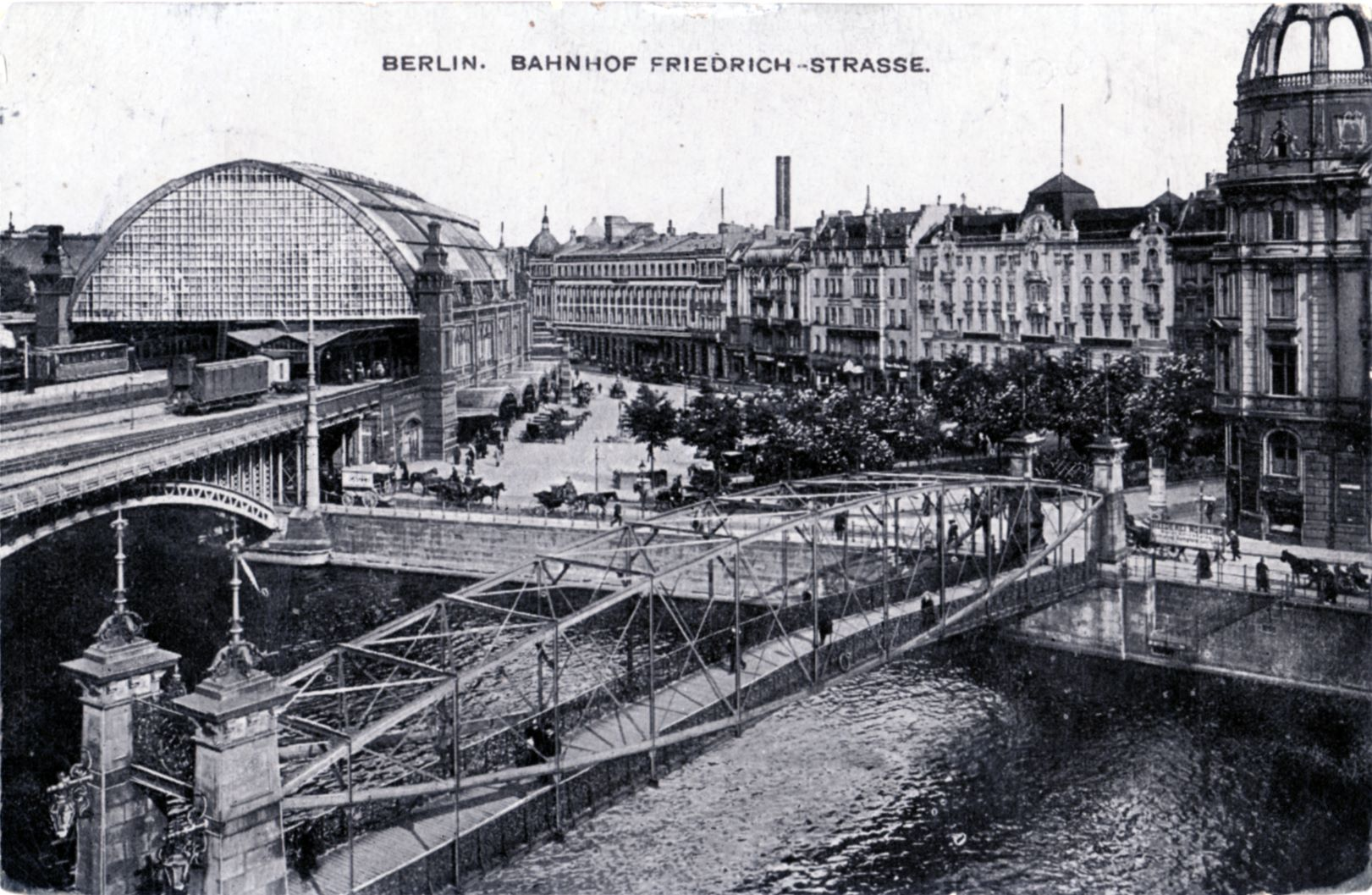
Auf einer Ansichtskarte von 1900 ist die Lage des Fußgängersteigs gut zu erkennen.

Die mit Holzbohlen belegte vier Meter breite Gehbahn maß 50 Meter in der Länge und stieg von den Brückenenden gegen die Mitte leicht an, was eine Durchfahrtshöhe von fünf Metern ermöglichte. Sie hing in einer schmiedeeisernen Linsenträger-Fachwerkkonstruktion (wegen seiner Form auch Fischbauchträger genannt), die ihrerseits an beiden Ufern auf Pfeilerpaaren in vier Metern Höhe gelagert war. Elf Querträger, der mittlere von 6,35 Meter Höhe, versteiften die aus Flach- und Winkeleisen genietete Konstruktion. Schmiedeeisernes Rankenwerk in Formen des Neobarock schmückte das Brückengeländer und die Bekrönung im Durchgang zwischen diesen portalartigen, mit bayrischem Granit verkleideten Pfeilern. Auf der Straßenseite hing je auf der Höhe der Auflager eine geschmiedete Laterne an den Pfeilern und kandelaberartige schmiedeeiserne Aufbauten betonten ihre Spitzen. Während am Südufer die Brücke direkt an das Straßenniveau anschloss, überwand am Nordufer eine Treppe mit sieben Stufen den Höhenunterschied zum Schiffbauerdamm. Das nördliche Pfeilerpaar erhielt wegen der unterschiedlichen Höhe der Ufer einen zusätzlichen Sockel aus nur roh behauenen Buckelquadern. Der Hauptträger wurde am südlichen Ufer vormontiert und mit Hilfe eines Prahms in Position gebracht. Auf diese Weise wurde die Behinderung der Schifffahrt auf ein Minimum reduziert. Der starke Schiffsverkehr in diesem Bereich der Spree bedingte auch einen Verzicht auf Zwischenpfeiler.
Aus dem Jahr 1929 ist die erstmalige Austragung einer Ruderregatta „Quer durch Berlin“ berichtet worden, die an der Schlossbrücke in Berlin-Charlottenburg gestartet wurde und deren Zielpunkt der Schlütersteg war. Die rund 8,5 Kilometer lange Strecke wurde von den Siegern in weniger als einer Stunde zurückgelegt. Ab dem Folgejahr fanden die Wettbewerbe in umgekehrter Richtung, also stromabwärts, statt. Entsprechend der Reportage gab es im Jahr 1937 das letzte Wettrudern auf der Spree.
Im Jahr 1945, kurz vor dem Ende des Zweiten Weltkriegs wurde die Brücke zerstört und ihre den Schiffsverkehr behindernden Überreste beseitigt. 
Eine nach dem Krieg neu an der benachbarten Eisenbahnbrücke angefügte Brücke für Fußgänger ersetzt den nicht wiederaufgebauten Schlütersteg. Noch immer ist als einziger Überrest am südlichen Ufer noch das Fundament der Pfeiler auszumachen.
Das hier dargestellte Brückenbauwerk sollte nicht verwechselt werden mit dem gleichnamigen Schlütersteg im Ortsteil Heiligensee.

## Perspektiven für einen Wiederaufbau
Anlässlich des Sanierungsbedarfs des Fußgängerteils der Bahnbrücke am Bahnhof Friedrichsstraße warf ein freier Journalist im Jahr 2009 die Frage auf, ob der Wiederaufbau des Schlüterstegs eine attraktivere Alternative wäre. Ein im Artikel zitierter ehemaliger Mitarbeiter der Berliner Bauverwaltung hielt den Aufwand jedoch für zu groß. Weitere Vorstöße zu einem Wiederaufbau sind nicht bekannt geworden.